# Miszewko (województwo pomorskie)
Miszewko (dodatkowa nazwa w j. kaszub. Miszewkò) – wieś kaszubska w Polsce położona w województwie pomorskim, w powiecie kartuskim, w gminie Żukowo, przy drodze krajowej nr 20 ze Stargardu do Gdyni. Wieś wchodzi w skład sołectwa Miszewo.
Prywatna wieś szlachecka położona była w drugiej połowie XVI wieku w powiecie gdańskim województwa pomorskiego. W latach 1975–1998 miejscowość należała administracyjnie do województwa gdańskiego.
Do 31 grudnia 2015 integralne części Miszewka nosiły nazwy Dąbrowa Miszewska i Nowy Tuchom.
Obecnie w obrębie Miszewskim, Nowy Tuchom stał się odrębną wsią, a Osiedle Admiralskie, Nowe Banino, dawna Dąbrowa Miszewska oraz ulice Dąbrowa, należą obecnie do nowo utworzonej miejscowości Dąbrowa.